# Ізюмська дача
Ізю́мська Да́ча — ботанічна пам'ятка природи місцевого значення в Україні. Об'єкт природно-заповідного фонду Харківської області. 
Розташована на території Ізюмського району Харківської області, на північний захід і захід від міста Ізюм (на захід від села Глинське). 
Площа 30 га. Статус присвоєно згідно з рішенням облвиконкому від 03.12.1984 року № 562. Перебуває у віданні ДП «Ізюмське лісове господарство» (Ізюмське л-во, кв. 270 і кв. 301). 
Статус присвоєно для збереження частини лісового масиву з насадженнями сосни віком бл. 100 років. Насадження створені в степових умовах на крупнозернистих бідних пісках. 